# Acacia calcicola
Acacia calcicola — вид квіткових рослин з родини бобових. Ареал: Австралія (Новий Південний Уельс, Північна територія, Квінсленд, Південна Австралія, Західна Австралія).

## Екологія
Росте вздовж короткочасних водотоків і на деградованих піщаних дюнах як частина низьких відкритих лісів і високих відкритих чагарників. Він добре росте на важких вапнякових ґрунтах, як правило, над вапняком, і часто асоціюється з Acacia aneura.

## Морфологічний опис
Це кущ або дерево, від 1.5 до 6 метрів заввишки. Вид може мати кілька стебел біля основи з розлогим і кущистим верхом. Філодії різноманітні, мають форму від вузьколінійної до лінійно-зворотно-ланцетної, від прямої до неглибоко вигнутої, 5–14 см × 1–10 мм. Цвіте навесні з вересня по листопад і дає жовті квітки. Кожне суцвіття має кулясті головки діаметром 3–4 мм і складається з 30–60 золотистих квіток. Пізніше утворюються насіннєві плоди приблизно 12 сантиметрів завдовжки й від 5 до 8 мм ушир. Стручки дерев'яніють і зморшкуваті над насінням. Насіння тьмяно-коричневого кольору, поздовжньої та еліптичної форми та довжиною близько 6–8 мм.